# سووتیتسه
سووتیتسه (به لاتین: Soutice) یک منطقهٔ مسکونی در جمهوری چک است که در ناحیه بنشوو واقع شده‌است. سووتیتسه ۱۰٫۳۷ کیلومتر مربع مساحت دارد ۳۷۸ متر بالاتر از سطح دریا واقع شده‌است.